# شيء مضحك حدث في الطريق إلى المحكمة (فلم)
موقف مرح حدث في الطريق إلى المنتدى (بالإنجليزية: A Funny Thing Happened on the Way to the Forum) هو فيلم موسيقي تم إنتاجه في الولايات المتحدة والمملكة المتحدة وصدر في سنة 1966.

## ترشيحات وجوائز
| السنة | الحدث  | الفئة               | النتيجة |
| ----- | ------ | ------------------- | ------- |
|       | اوسكار | أفضل موسيقى تصويرية | فوز     |

## الميزانية والإيرادات
بلغت تكلفة إنتاج الفيلم حوالي مليوني دولار بينما حقق أرباحا تقدر بـ 3,390,000 (/ Canada) دولار.

## وصلات خارجية
- مقالات تستعمل روابط فنية بلا صلة مع ويكي بيانات

1. ↑  "معلومات عن شيء مضحك حدث في الطريق إلى المحكمة (فيلم) على موقع movie.walkerplus.com". movie.walkerplus.com. مؤرشف من الأصل في 2019-12-09.
2. ↑  "معلومات عن شيء مضحك حدث في الطريق إلى المحكمة (فيلم) على موقع svenskfilmdatabas.se". svenskfilmdatabas.se. مؤرشف من الأصل في 2019-12-09.
3. ↑  "معلومات عن شيء مضحك حدث في الطريق إلى المحكمة (فيلم) على موقع allcinema.net". allcinema.net. مؤرشف من الأصل في 2016-04-21.